# 23 Wall Street
23 Wall Street ou The Corner-(Le Coin) est un édifice de bureaux qui appartient à J.P. Morgan & Co. (plus tard le Morgan Guaranty Trust Company). La bâtisse est située au sud-est au coin de Wall Street et Broad Street, en plein cœur du quartier financier de New York.